# Distretto di Rebun
Il distretto di Rebun (礼文郡?) è uno dei distretti della Sottoprefettura di Sōya, Hokkaidō, in Giappone.
Attualmente comprende il solo comune di Rebun.